# Znaki drogowe w Azerbejdżanie
Znaki drogowe w Azerbejdżanie - system znaków drogowych podobny do rosyjskiego, który pozwala na bezpieczne poruszanie się pojazdów, a także informuje uczestników ruchu drogowego o jego zasadach. Ich wygląd jest zgodny z Konwencją wiedeńską o ruchu drogowym i Konwencją o znakach i sygnałach drogowych. Należy jednak pamiętać, że w Azerbejdżanie często brak oznakowania np. objazdów, zamknięcia dróg, a kierowcy często nie stosują się do znaków drogowych oraz ignorują oznaczenie ruchu jednokierunkowego.

## Galeria

Znaki ostrzegawcze
Niebezpieczny zakręt w prawo
Niebezpieczny zakręt w lewo
Niebezpieczne zakręty - pierwszy w prawo
Niebezpieczne zakręty - pierwszy w lewo
Sygnały świetlne
Ruchomy most
Nabrzeże lub brzeg rzeki
Niebezpieczny zjazd
Stromy podjazd
Śliska jezdnia
Nierówna droga
Próg zwalniający
Dziura na drodze
Sypki żwir
Zwężenie jezdni - obustronne
Zwężenie jezdni - prawostronne
Zwężenie jezdni - lewostronne
Przejście dla pieszych
Piesi na jezdni
Dzieci
Rowerzyści
Zwierzęta gospodarskie
Zwierzęta dzikie
Spadające odłamki skalne
Roboty na drodze
Przejazd kolejowy z zaporami
Przejazd kolejowy bez zapór
Wypadek drogowy
Niebezpieczne pobocze
Odcinek jezdni o ruchu dwukierunkowym
Skrzyżowanie o ruchu okrężnym
Skrzyżowanie równorzędne
Skrzyżowanie z drogą podporządkowaną występującą po obu stronach
Skrzyżowanie z drogą podporządkowaną występującą po prawej stronie
Skrzyżowanie z drogą podporządkowaną występującą po lewej stronie
Zator drogowy
Boczny wiatr
Tunel
Samolot/Lotnisko
Czarny punkt
Inne niebezpieczeństwo

Znaki regulacyjne
Droga z pierwszeństwem
Koniec drogi z pierwszeństwem
Konfiguracja skrzyżowania równorzędnego
Konfiguracja skrzyżowania równorzędnego
Konfiguracja skrzyżowania równorzędnego
Konfiguracja skrzyżowania równorzędnego
Konfiguracja skrzyżowania równorzędnego
Ustąp pierwszeństwa
Stop
Pierwszeństwo dla nadjeżdżających z przeciwka
Pierwszeństwo na zwężonym odcinku drogi
Dojazd do znaku "stop"
Rzeczywisty przebieg drogi z pierwszeństwem przez skrzyżowanie
Rzeczywisty przebieg drogi z pierwszeństwem przez skrzyżowanie
Rondo
Zakaz wjazdu
Zakaz ruchu w obu kierunkach
Zakaz ruchu samochodów osobowych
Zakaz wjazdu pojazdów ciężarowych (bez wartości)
Zakaz ruchu samochodów ciężarowych (z wartością)
Zakaz wjazdu motorowerów
Zakaz wjazu ciągników rolniczych
Zakaz wjazdu pojazdów z przyczepami
Zakaz wjazu autobusów
Zakaz wjazdu pojazdów zaprzęgowych
Zakaz wjazdu rowerów
Zakaz ruchu pieszych
Zakaz ruchu pojazdów z towarami niebezpiecznymi
Zakaz wjazdu pojazdów z towarami, które mogą skazić wodę
Zakaz wjazdu pojazdów z towarami wybuchowymi lub łatwo zapalnymi
Maksymalna waga pojazdu
Maksymalna długość
Maksymalna waga pojazdu na oś
Maksymalna szerokość
Maksymalna szerokość
Maksymalna odległość między pojazdami
Kontrola celna
Stój - miejsce zagrożenia
Zakaz skrętu w prawo
Zakaz skrętu w lewo
Zakaz zawracania
Zakaz wyprzedzania
Zakaz wyprzedzania przez samochody ciężarowe
Ograniczenie prędkości (tu: 50 km/h)
Ograniczenie prędkości z podziałem na kategorie pojazdów
Zakaz używania sygnałów dźwiękowych
Koniec zakazu wyprzedzania
Koniec zakazu wyprzedzania przez samochody ciężarowe
Koniec ograniczenia prędkości
Strefa ograniczonej prędkości
Koniec strefy ograniczonej prędkości
Zakaz zatrzymywania się
Zakaz postoju
Zakaz postoju w dni nieparzyste
Zakaz postoju w dni parzyste
Parking zarezerwowany
Strefa zakazująca postój
Koniec strefy zakazującej postój
Koniec zakazów
Nakaz jazdy prosto
Nakaz jazdy w prawo przed znakiem
Nakaz jazdy w prawo za znakiem
Nakaz jazdy w lewo przed znakiem
Nakaz jazdy w lewo za znakiem
Nakaz jazdy prosto i w prawo
Nakaz jazdy prosto i w lewo
Nakaz jazdy w prawo i w lewo
Nakaz jazdy z prawej strony znaku
Nakaz jazdy z lewej strony znaku
Nakaz jazdy z prawej i lewej strony znaku
Ruch okrężny
Droga dla samochodów osobowych
Droga dla rowerów
Droga dla pieszych
Droga dla pieszych i rowerów (wersja 1)
Droga dla pieszych i rowerów (wersja 2)
Prędkość minimalna
Koniec prędkości minimalnej
Nakazany kierunek jazdy dla pojazdów z towarami niebezpiecznymi - prosto
Nakazany kierunek jazdy dla pojazdów z towarami niebezpiecznymi - w prawo
Nakazany kierunek jazdy dla pojazdów z towarami niebezpiecznymi - w lewo

Znaki informacyjne
Autostrada
Koniec autostrady
Droga dla pojazdów samochodowych
Koniec drogi dla pojazdów samochodowych
Droga jednokierunkowa
Koniec drogi jednokierunkowej (opcja 1)
Koniec drogi jednokierunkowej (opcja 2)
Droga jednokierunkowa
Droga jednokierunkowa
Miejsce do zawracania
Strefa zawracania
Parking
Przejście dla pieszych
Przejście dla pieszych
Prędkość zalecana
Strefa parkowania
Koniec strefy parkowania
Ślepy zaułek
Tunel
Koniec tunelu
Przystanek autobusowy
Przystanek tramwajowy
Postój taksówek
Obszar zabudowany
Koniec obszaru zabudowanego
Miejscowość
Koniec miejscowości
Strefa zamieszkania
Koniec strefy zamieszkania
Linia "Stop"
Wysepka
Zatoka
Schemat objazdu
Znak prowadzący na drodze objazdowej
Nakazany kierunek dla ciężarówek (tu: na wprost)